# Bezděkov (ort i Tjeckien, Vysočina)
Bezděkov är en ort i Tjeckien.   Den ligger i regionen Vysočina, i den centrala delen av landet, 100 km öster om huvudstaden Prag. Bezděkov ligger 435 meter över havet och antalet invånare är 242.
Terrängen runt Bezděkov är huvudsakligen platt, men åt nordväst är den kuperad. Bezděkov ligger nere i en dal. Runt Bezděkov är det ganska glesbefolkat, med 43 invånare per kvadratkilometer. Närmaste större samhälle är Havlíčkův Brod, 17,5 km sydväst om Bezděkov. Trakten runt Bezděkov består till största delen av jordbruksmark.